# خلیج سولنچنی
خلیج سولنچنی (روسی: Бухта Солнечная) یک خلیج در شمال سرزمین کراسنویارسک کشور روسیه است.